# Hadi Wafajipur
Hadi Bachtijar Wafajipur (pers. هادی وفایی پور; ur. 1994) – irański zapaśnik walczący w stylu wolnym. Brązowy medalista mistrzostw Azji w 2024, a także wojskowych MŚ w 2021 roku.